# Дейв Секстон
Дейв Секстон (англ. Dave Sexton; 6 квітня 1930, Лондон — 25 листопада 2012) — англійський футболіст, що грав на позиції нападника. По завершенні ігрової кар'єри — футбольний тренер.

## Ігрова кар'єра
Народився 6 квітня 1930 року в місті Лондон. Дейв був сином професійного боксера Арчі Секстона, але, на відміну від батька, став професійно займатися футболом. Вихованець футбольної школи клубу «Вест Гем Юнайтед».
У дорослому футболі дебютував 1951 року виступами за команду клубу «Лутон Таун», в якій провів один сезон, взявши участь лише у 9 матчах чемпіонату.
Своєю грою за цю команду привернув увагу представників тренерського штабу клубу «Вест Гем Юнайтед», до складу якого приєднався 1952 року. Відіграв за клуб з Лондона наступні три сезони своєї ігрової кар'єри. Більшість часу, проведеного у складі «молотобійців», був основним гравцем атакувальної ланки команди і одним з головних бомбардирів команди, маючи середню результативність на рівні 0,36 голу за гру першості.
Згодом з 1956 по 1958 рік грав у складі команд клубів «Лейтон Орієнт» та «Брайтон енд Гоув», вигравши з останнім чемпіонський титул Третього південного дивізіону в сезоні 1957/58.
Завершив професійну ігрову кар'єру у «Крістал Пелес», за який недовго виступав протягом 1959 року.

## Кар'єра тренера
Після завершення кар'єри гравця Секстон перейшов у тренерський штаб «Челсі». У 1965 році короткий проміжок часу був головним тренером футбольного клубу «Лейтон Орієнт». 
У 1966 році головний тренер «Арсеналу» Берті Мі включив Секстона в свій тренерський штаб, але вже в наступному році Секстон повернувся в «Челсі», зайнявши пост головного тренера, який звільнився після відставки Томмі Дохерті. Під його керівництвом «Челсі» виграв Кубок Англії 1970 року, а також Кубок володарів кубків 1971 року. У 1972 році «Челсі» дійшов до фіналу Кубка Ліги, але поступився в ньому клубу «Сток Сіті». Після цього Секстон посварився з низкою важливих гравців «Челсі», включаючи Пітера Осгуда і Алана Гадсона, які згодом були продані. Складні стосунки з гравцями, а також ряд інших внутрішніх проблем в клубі, змусили керівництво «Челсі» звільнити Секстона після невдалого початку сезону 1974/75
.
Незабаром після цього Секстон був призначений головним тренером «Квінз Парк Рейнджерс». З командою, що складаються з таких гравців як Стен Боулс і Геррі Френсіс, а також екс-футболістів «Челсі» Джона Голлінса і Девіда Вебба, Секстон поборовся за чемпіонський титул Першого дивізіону у сезоні 1975/76, але поступився «Ліверпулю» лише одним очком в останньому турі чемпіонату.
У 1977 році Секстон очолив «Манчестер Юнайтед», знову змінивши Томмі Дохерті на посаді головного тренера. Під його керівництвом «Юнайтед» грав у стриманий, академічний футбол, через що Секстон був непопулярний серед вболівальників. Призначивши Секстона, керівництво «Юнайтед» продемонструвало своє небажання ризикувати, замінивши прихильника часто недисциплінованого атакуючого стилю Дохерті на обережного Секстона. За роки перебування Секстона на «Олд Траффорд» він так і не зміг виграти з клубом жодного турніру. У 1979 році «Юнайтед» вийшов у фінал Кубка Англії, але поступився «Арсеналу» в ефектній боротьбі з рахунком 3:2, а в чемпіонаті сезону 1979/80 зайняв друге місце після «Ліверпуля». 30 квітня 1981 року Секстон був звільнений, хоча перед цим «Юнайтед» виграв сім матчів поспіль. 
Після цього Дейв тренував «Ковентрі Сіті» протягом двох років, зберігши клуб у вищому дивізіоні, в 1983 році завершив тренерську кар'єру в клубах.
Секстону вдалося домогтися серйозних успіхів як тренерові молодіжної збірної Англії, з якою він двічі вигравав молодіжний чемпіонат Європи, в 1982 і 1984 роках. У 1984 році він став Першим технічним директором Футбольної асоціації в Національній школі футболу ФА в Ліллесголле. Він також написав книгу «Tackle Soccer», яка є керівництвом по тренуванню футбольних команд для тренерів усіх рівнів.
В останні роки свого життя Секстон проживав у Кенілворті графства Ворикшир. Він жив там з моменту призначення на пост головного тренера «Ковентрі Сіті» в 1981 році. У його честь в центрі міста було реконструйовано будівлю, яка зараз називається «будинок Секстона» (Sexton House); у ньому розташовуються офіси та магазини.
Помер 25 листопада 2012 року на 83-му році життя.

## Титули і досягнення

### Як гравця
«Вест Гем Юнайтед»
- Чемпіон Другого дивізіону (1): 1954-55

 «Брайтон енд Гоув Альбіон»
- Чемпіон Третього південного дивізіону (1): 1957-58

### Як тренера
«Челсі»
- Володар Кубка Англії (1): 1969-70
- Володар Кубка володарів кубків УЄФА (1): 1970-71

 «Манчестер Юнайтед»
- Володар Суперкубка Англії (1): 1977

 «Збірна Англії»
- Чемпіон Європи серед юнаків до 21 років (2): 1982, 1984

## Тренерська статистика
| Клуб                 | Країна | Початок роботи | Завершення роботи | Показники | Показники | Показники | Показники | Показники |
| Клуб                 | Країна | Початок роботи | Завершення роботи | М         | В         | П         | Н         | % перемог |
| -------------------- | ------ | -------------- | ----------------- | --------- | --------- | --------- | --------- | --------- |
| Лейтон Орієнт        | Англія | січень 1965    | грудень 1965      | 37        | 7         | 20        | 10        | 18,9      |
| Челсі                | Англія | жовтень 1967   | жовтень 1974      | 333       | 140       | 93        | 100       | 42        |
| Квінз Парк Рейнджерс | Англія | жовтень 1974   | липень 1977       | 130       | 57        | 41        | 32        | 43,8      |
| Манчестер Юнайтед    | Англія | липень 1977    | квітень 1981      | 191       | 75        | 52        | 64        | 39,3      |
| Англія (до 21 року)  | Англія | 1977           | 1990              | 90        | 52        | 16        | 22        | 57,78     |
| Ковентрі Сіті        | Англія | травень 1981   | травень 1983      | 88        | 28        | 39        | 21        | 31,82     |
| Англія (до 21 року)  | Англія | 1994           | 1996              | 27        | 17        | 8         | 2         | 62,96     |